# Quesac (Losera)
Quesac (en francès Quézac) és un municipi del cantó de Santa Enimia, del departament francès del Losera a la regió d'Occitània.